# The Diplomat
The Diplomat es una revista en línea internacional de noticias por internet que informa sobre eventos de política, sociedad y cultura en la región del Indo-Pacífico. Tiene su sede en Washington D. C., Estados Unidos.
Originalmente era una revista impresa bimestral australiana, fundada por Minh Bui Jones, David Llewellyn-Smith y Sung Lee en 2001, pero debido a razones financieras se convirtió en una revista solo disponible en línea desde 2009 y se trasladó a Japón y más tarde a Washington D. C. En 2020, The Diplomat tiene un recuento de visitantes únicos mensuales de 2 millones.
La revista es propiedad de MHT Corporation (株式会社MHTコーポレーション), una empresa japonesa de servicios de información con sede en Tokio, Japón.